# Bolton (Massachusetts)
Bolton és una població dels Estats Units a l'estat de Massachusetts. Segons el cens del 2000 tenia 4.148 habitants.

## Demografia
Segons el cens del 2000, Bolton tenia 4.148 habitants, 1.424 habitatges, i 1.201 famílies. La densitat de població era de 80,4 habitants per km².
Dels 1.424 habitatges en un 44,7% hi vivien nens de menys de 18 anys, en un 77% hi vivien parelles casades, en un 5,1% dones solteres, i en un 15,6% no eren unitats familiars. En l'11,2% dels habitatges hi vivien persones soles el 3,1% de les quals corresponia a persones de 65 anys o més que vivien soles. El nombre mitjà de persones vivint en cada habitatge era de 2,91 i el nombre mitjà de persones que vivien en cada família era de 3,18.
Per edats la població es repartia de la següent manera: un 30,4% tenia menys de 18 anys, un 3,3% entre 18 i 24, un 31,2% entre 25 i 44, un 28,8% de 45 a 60 i un 6,2% 65 anys o més.
L'edat mediana era de 38 anys. Per cada 100 dones de 18 o més anys hi havia 96,1 homes.
La renda mediana per habitatge era de 102.798 $ i la renda mediana per família de 108.967$. Els homes tenien una renda mediana de 79.167 $ mentre que les dones 50.278$. La renda per capita de la població era de 42.542$. Entorn de l'1,1% de les famílies i l'1,8% de la població estaven per davall del llindar de pobresa.